# James Bogle
James Bogle é um diretor de cinema e televisão australiano nascido em 1959. É mais conhecido pela série The Heights, lançada em 2019 pela BBC.

## Filmes
- Whiteley (2017)[2]
- Closed For Winter (2008)
- In The Winter Dark (1998)
- Cinema Jack (1993)
- Mad Bomber In Love (1992)
- Kadaicha (1988)

## Séries
- The Heights (2019)
- Lockie Leonard (2006-09)

## Ligações Externas
- James Bogle no IMDb